# 圣让莱德瑞莫
圣让莱德瑞莫（法語：Saint-Jean-les-Deux-Jumeaux，法語發音：[sɛ̃ ʒɑ̃ le dø ʒymo] ⓘ）是法国法蘭西島大區塞纳-马恩省的一个市镇，属于莫城区。 

## 地理
圣让莱德瑞莫（48°57'5"N, 3°1'4"E）面积13.26 平方千米，位于法国法蘭西島大區塞纳-马恩省，该省份为法国北部内陆省份，北起瓦兹省，西接埃松省、马恩河谷省、塞纳-圣但尼省和瓦兹河谷省，南至卢瓦雷省，东南接约讷省，东临马恩省和奥布省，东北接埃纳省。
与圣让莱德瑞莫接壤的市镇（或旧市镇、城区）包括：布里地区阿尔芒蒂耶尔、马恩河畔尚日、蒙索莱莫、皮埃尔勒韦、萨姆龙、锡尼-锡涅、马恩河畔于西、维勒马勒伊。

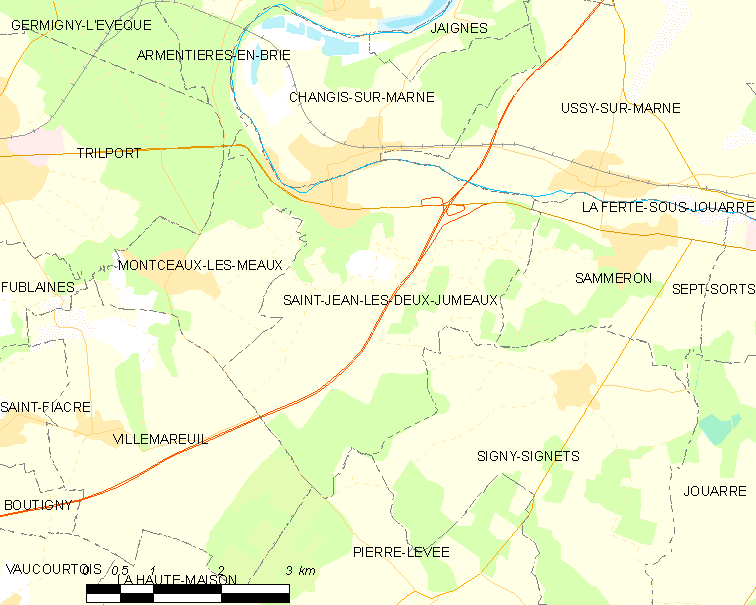
圣让莱德瑞莫的OSM定位图

圣让莱德瑞莫的时区为UTC+01:00、UTC+02:00（夏令时）。

## 行政
圣让莱德瑞莫的邮政编码为77660，INSEE市镇编码为77415。

## 政治
圣让莱德瑞莫所属的省级选区为拉费泰苏茹阿尔县。

## 人口

1962-2008年间圣让莱德瑞莫人口变化图示

圣让莱德瑞莫于2022年1月1日时的人口数量为1294人。